# Tourgaï
Le Turgaï (en russe : Тургай) est une rivière qui coule au Kazakhstan dans la vallée éponyme, et qui disparaît dans le gouffre de Shalkarteniz. 

## Description
Il s'agit d'un cours d'eau de 825 km de long et d'une surface de 157 000 km2. Le débit moyen est de 9 m3/s.

## La vallée de Tourgaï
Cette vallée est située au nord-ouest du Kazakhstan, entre l'Oural et les monts Mougodjar à l'ouest, et la steppe kazakhe à l'est. Le nord est caractérisé par des steppes arides, et le sud par de la semi-steppe.

La vallée s'étend sur près de 800 kilomètres et présente une profondeur qui varie de 125 à 300 mètres.

On y trouve des gisements ferreux et d'autres minéraux.
Le plateau de Tourgaï s'étend dans une direction nord-sud. L'Oubagan, un affluent du Tobol, ainsi que tous les cours de la vallée, donnent naissance à de nombreux lacs.
La réserve nationale de Naourzoum y est située, et joint les plaines sibériennes occidentales à la dépression de Touran, située au nord du Kazakhstan.